# 仲泊遺跡

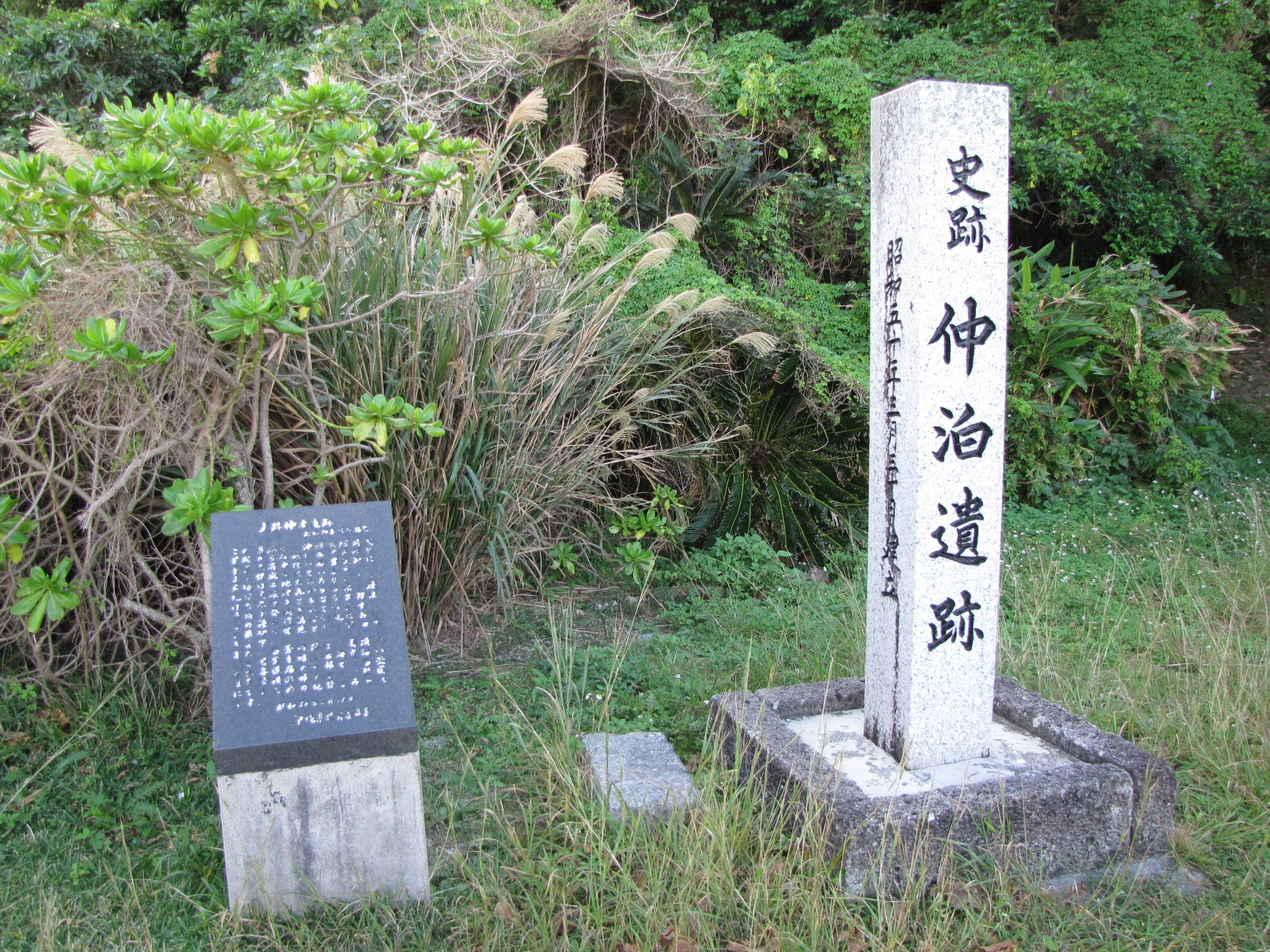
仲泊遺跡入口付近

仲泊遺跡（なかどまりいせき）は、沖縄県国頭郡恩納村にある沖縄先史時代の遺跡である。
座標: 北緯26度26分5秒 東経127度47分30秒 / 北緯26.43472度 東経127.79167度

## 概要
岩陰を利用した住居跡と貝塚が残り、沖縄先史時代前期（紀元前約1500年前）頃利用されていたものとされる。沖縄県に残る同様の遺跡としては、最大級の規模で保存されている。
同じ場所に、近世に利用されていた「比屋根坂石畳道」も残っている（文部科学省歴史の道）。この「比屋根坂石畳」、第2～5貝塚、第1洞穴の6つの遺跡をあわせたものが仲泊遺跡である。

## 沿革
- 1954年に第一貝塚を、1959年に第二貝塚を、多和田真淳(たわだしんじゅん)が発見[2]。
- 1973年沖縄開発庁（現内閣府）による国道58号の道路拡張工事の際、当時の沖縄県文化課職員によって、第三貝塚が発見される。道路拡張工事で破壊されそうになったが保存運動が起こり、遺跡が保護されることになった[3][2]。
- 1975年4月7日 - 国の史跡に指定される[3]。

## 構成

### 石畳道
仲泊遺跡の石畳道は、首里城を起点とし、地方を結ぶ国頭方西海道の一部となっている。
幅は1.5メートルから3メートルに及ぶ。現存する道の総延長は、約174メートル。別名、比屋根坂(ひやごんびら)と呼ばれている。

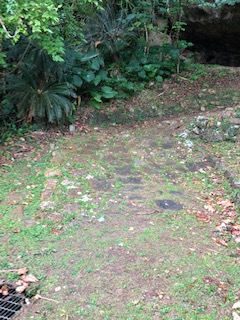
仲泊遺跡　第三貝塚前の石畳道

### 第三貝塚

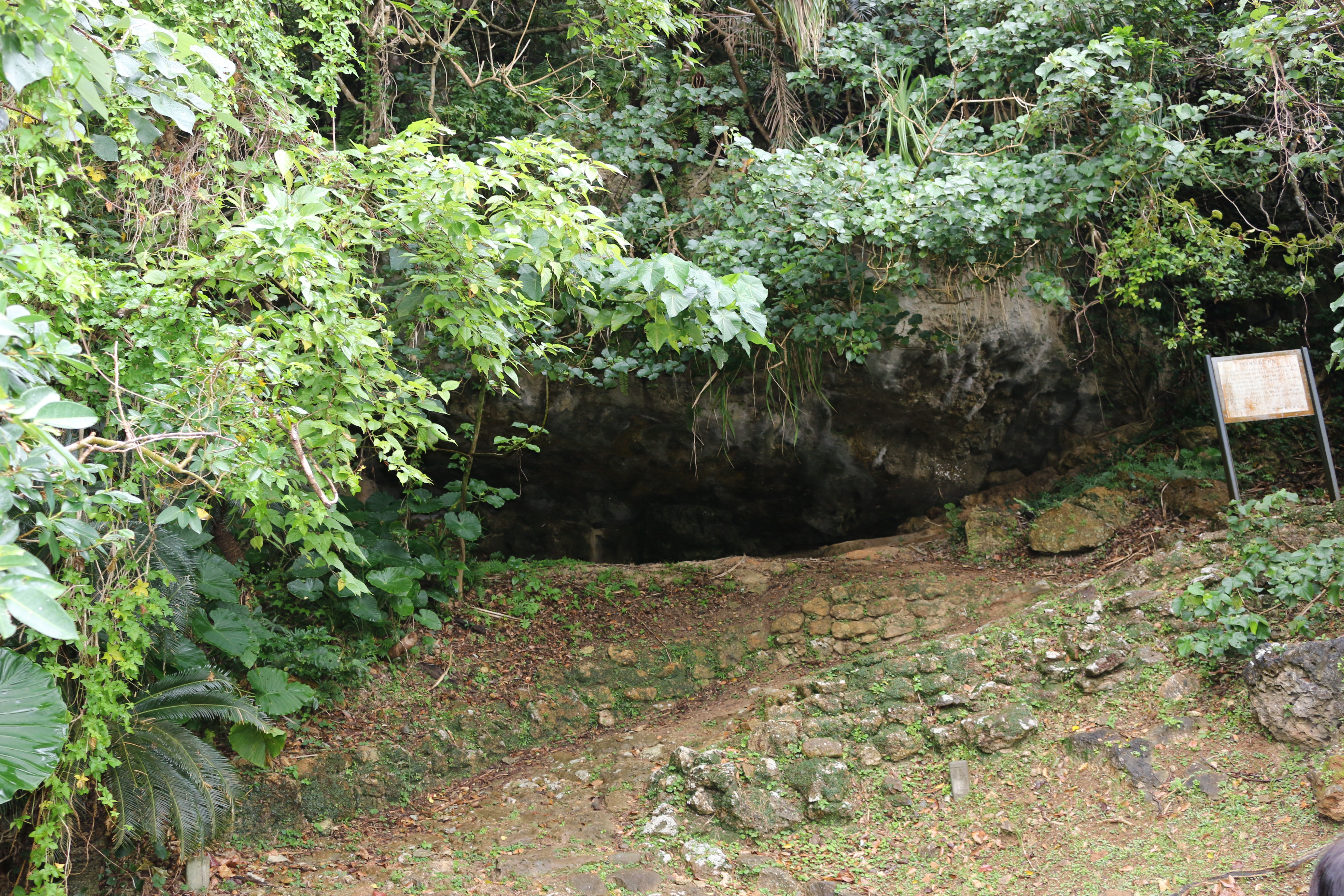
第三貝塚の入り口

1973年の国道58号線の拡張工事の際に発見された。発掘前は風葬墓であり、人骨や石棺、陶棺などが運び出されている。